# 汉口俄租界

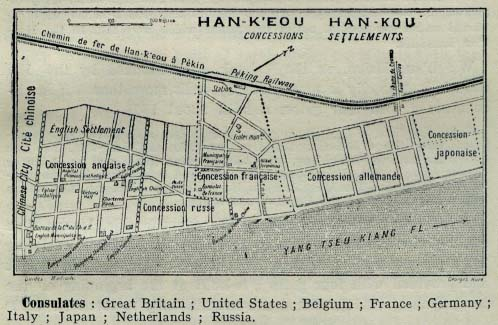
1912年的汉口租界，从左至右：英、俄、法、德、日

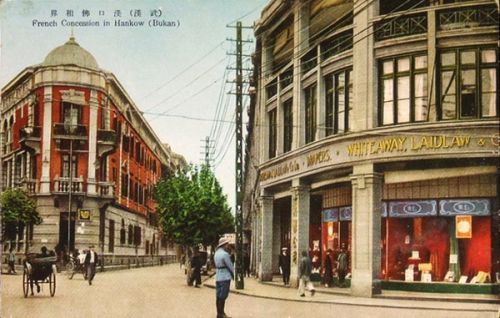
展现1927年汉口街景的日本明信片，左侧为巴公房子，右侧为惠罗公司 (Note: 虽明信片左上角标注有“汉口法租界”字样，但同时期的照片可证实明信片中的街道和建筑物属于原汉口俄租界)

汉口俄租界，是近代位於漢口的五國租界之一，亦為两個在華俄租界之一，由俄罗斯帝国於1896年開闢，面積約415畝，是汉口的高级住宅区。1911年发生于汉口俄租界内的宝善里爆炸案被视为是辛亥革命的导火索。1917年俄国革命发生后，苏联政府终于1925年将汉口俄租界移交北洋政府，成為漢口第二特別區。

## 历史

### 设立
1895年三国干涉还辽后，沙俄向代表清政府的李鸿章提出修筑中东铁路以及在汉口划定租界:10。1896年6月2日，双方签订《汉口俄租界地条约》和《汉口租界租约》，划定了位于汉口英租界与汉口法租界之间面积414.65亩的俄租界范围，东至江岸，西至汉口城堡:10-11。

### 辛亥革命
1911年10月9日，革命党人在俄租界内的宝善里14号装配炸弹，不慎引发爆炸。俄国巡捕发现起义计划，逮捕多人并引渡给湖北官府，官府因而在全城范围内开展大搜捕，革命党人被迫提前发动武昌起义。
辛亥革命爆发后，俄国派遣“殊尔曼”号军舰于10月下旬到汉，11月中旬又从海参崴调派“满洲”舰到汉，在汉俄军达277人，11月28日派兵100余人在租界实施戒严。南北議和、袁世凯出任临时大总统后，俄国海军仍常驻汉口俄租界江边，直到1914年第一次世界大战爆发前后，驻汉俄军才分批乘船离开汉口:63。

### 收回
1917年，二月革命与十月革命相继爆发，俄罗斯帝国覆灭。苏联政府表示愿意放弃沙俄在华的租界后，中苏双方于1924年签订《中蘇解決懸案大綱協定》，7月1日举行俄租界交接仪式。1925年3月2日，北洋政府正式收回俄租界，由新设立的汉口特区管理局管理前俄租界区域，后成立汉口第二特別区。

## 居民
1910年时有俄国侨民79人，其中商人34人，官吏4人，教习3人，艺师5人，妇女33人，之后逐年增多。

## 管理

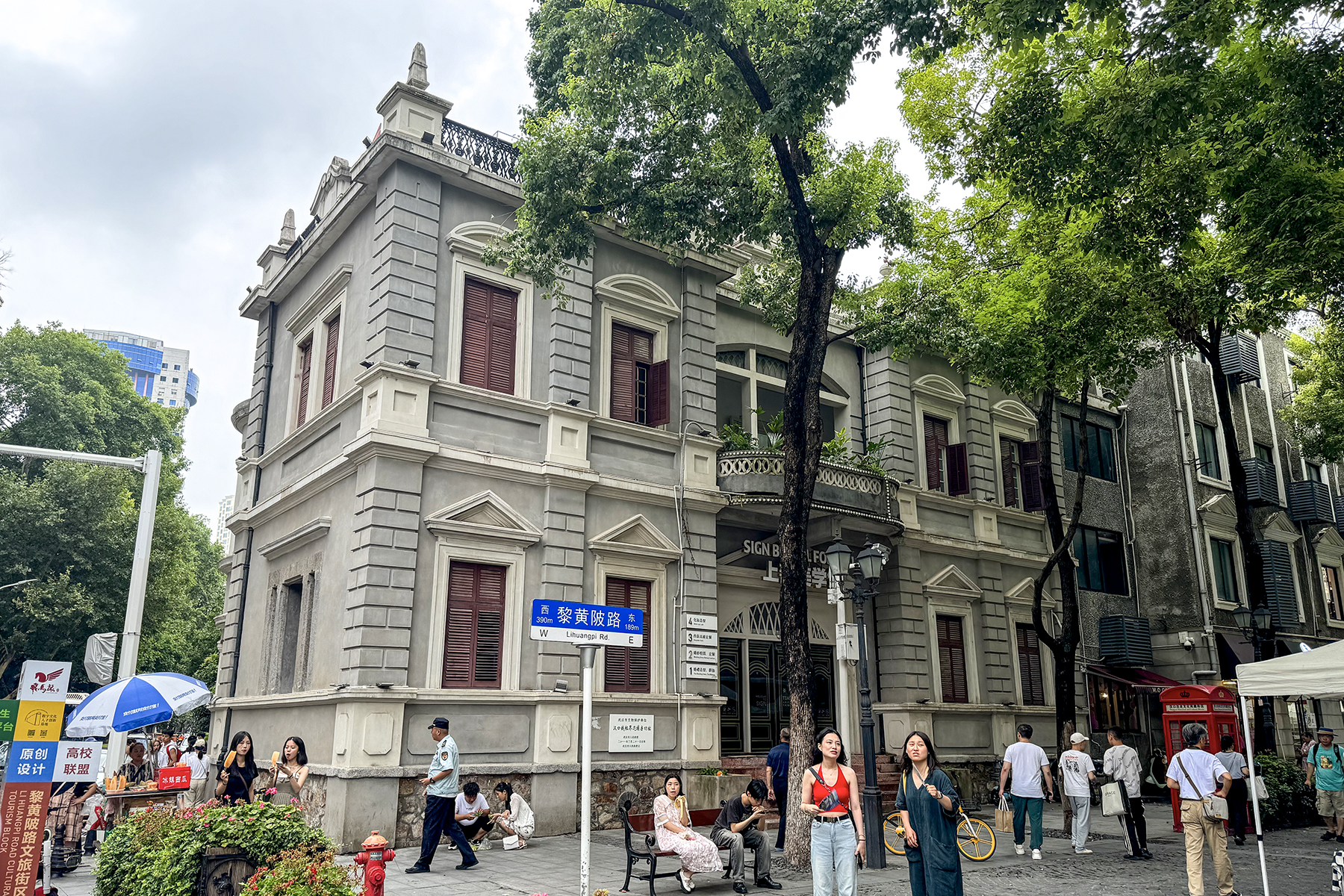
俄租界巡捕房

### 领事馆
1861年7月，沙俄开设驻汉口领事馆，1879年以德密特（P.A. Dmitrevsky）署理领事:28，1902年于洞庭小路特1号建成两层的馆舍，1904年完成扩建，成为各国驻汉口领事馆建筑中最豪华的一幢。俄租界应向汉阳县缴纳的地丁、漕米银，由俄国领事馆负责交付。俄国领事除土地等方面的管理权外，一般不干预租界内的日常行政事务，更多情况下仅行使监督职权:31。此外，1896年签订的条约规定“俄界一切事宜归俄国领事官按照此约及后订章程办理。惟租界内遇有华洋商民禀控欺凌等项事故，应由租界委员会同领事及领事官所派之员审讯办理”，明确了俄租界的治外法权:10-11。

### 工部局
1896年俄租界开辟之时，就模仿汉口英租界的建制于今胜利街西、黎黄陂路北交汇处设立了工部局，首任董事长为拉萨丁（A.N. Rassadin）:39-40。

### 巡捕房
1902年于夷玛街两仪街东北转角建成，为工部局的警察科，设治安、情报、司法等课。1900年时约有巡捕30人，其中中国籍巡捕约占三分之二，外籍巡捕约占三分之一:51。

## 市政

### 道路
| 現名                           | 原名                     |
| ------------------------------ | ------------------------ |
| 沿江大道（合作路至车站路段）   | 尼古拉大街               |
| 洞庭街（合作路至车站路段）     | 鄂哈街/两仪街            |
| 鄱阳街（合作路至黎黄陂路段）   | 开泰街/三教街            |
| 胜利街（合作路至黎黄陂路段）   | 玛琳街/四民街            |
| 中山大道（合作路至黎黄陂路段） | 亚历山大街/王族街/五族街 |
| 珞珈山街                       | 洛克比路                 |
| 合作路                         | 界限街                   |
| 车站路（沿江大道至洞庭街段）   | 银行街                   |
| 兰陵路                         | 列尔宾街                 |
| 黎黄陂路                       | 阿列克谢耶夫街/夷玛街    |
| 洞庭小路                       | 领事街                   |

### 交通
- 出租汽车：俄商开设有出租车行，仅在俄租界区域内运营[10]:364。
- 码头：俄租界的岸线约700米，在各国租界中较短、仅略长于法租界岸线，先后修建过俄商顺丰砖茶厂码头（位于今合作路口）、日商日清轮船公司码头（位于今兰陵路口）和华商三北轮船公司码头（位于今洞庭小路口）[1]:102。

## 经济

### 金融

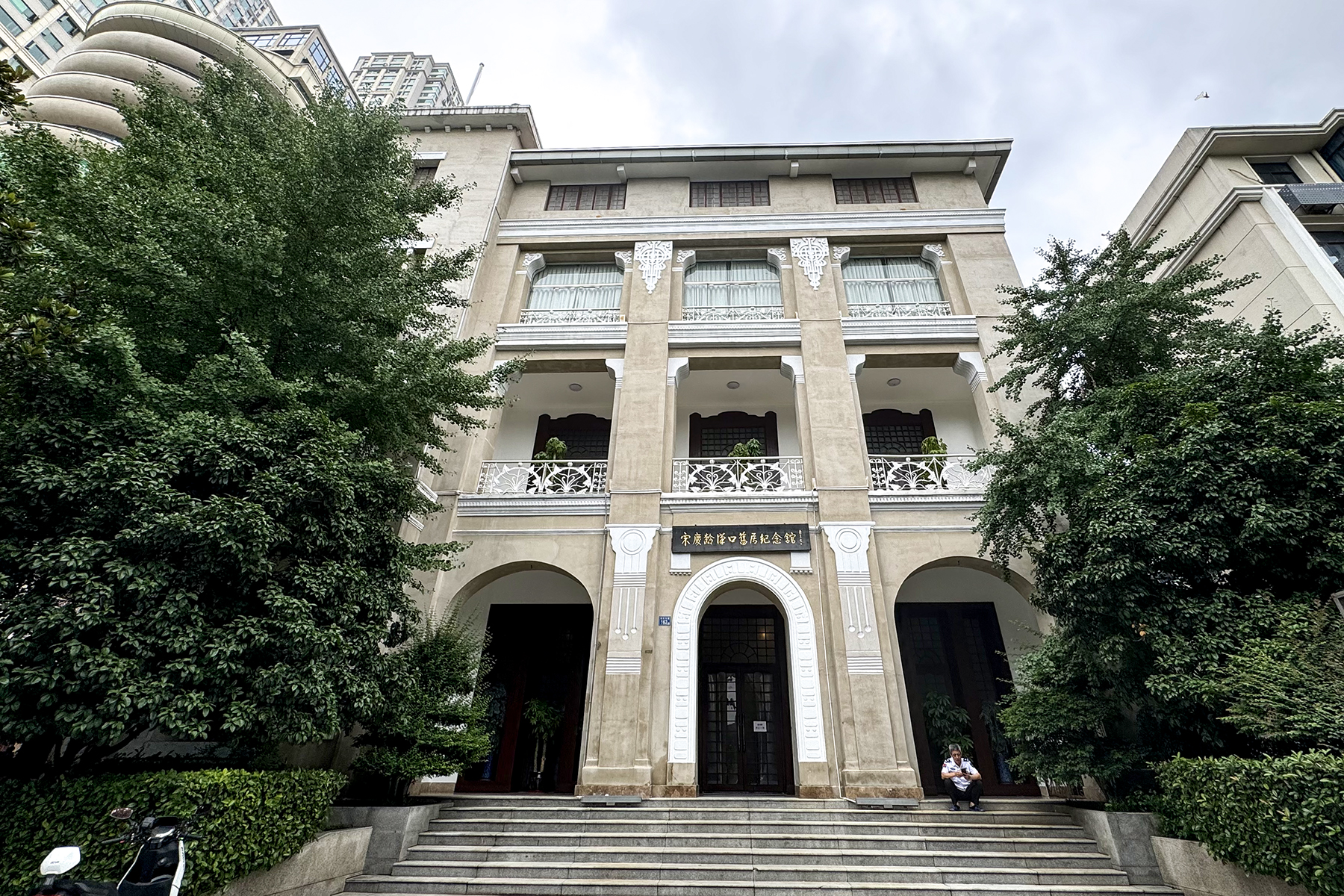
华俄道胜银行汉口分行旧址，现为「宋庆龄汉口旧居纪念馆」

- 华俄道胜银行：1896年建于今沿江大道161、162号，由法俄两国合作，主要抗衡英美在华势力，发行汉口通用银元票。俄租界被移交后于1926年9月停业[13]。國民革命时期为武汉国民政府财政部，后为中央银行武汉分行。1926年12月至1927年7月间，宋庆龄曾于此工作和居住[14]。

### 工商业
- 惠罗公司：1915年建于今黎黄陂路与鄱阳街交会处，是当时汉口最贵的商埠之一[15]。大楼一共三层，一楼临街处为一圈四面通透的外廊[16]。作为当时中国四大英资百货公司之一，专营茶叶、麻丝等[17]。
- 新泰茶厂：1866年创设于列尔宾街江边。1891年俄国皇太子访问武汉时参观了新泰砖茶厂的砖茶制作过程，新泰则将手压机模型和蒸汽机模型作为礼物赠予俄皇太子。20世纪初达到其规模全盛时期，资金充足、生产规模可观，厂内高耸的烟囱成为武汉进入近代工业城市的标志。随着俄国十月革命，俄商在汉口的茶叶市场日渐萧条，新泰茶厂最终于1932年被转租给英商后更名为太平洋砖茶厂[18]。
- 顺丰茶厂：1863年创设于夷玛街江边，今兰陵路与洞庭街交会处。起初，中俄间的茶叶贸易主要由晋商开展，晚清时期俄商在汉口大规模兴建茶厂后成功抢夺了晋商的市场份额[19]。1873年，顺丰砖茶厂迁址汉口后将原来的手工制作砖茶改为用蒸汽机压制，并组织超过千名工人参与生产，成为湖北最早使用机器生产的近代工业企业[20]。俄国十月革命后，于1917年关闭[18]。

### 房地产

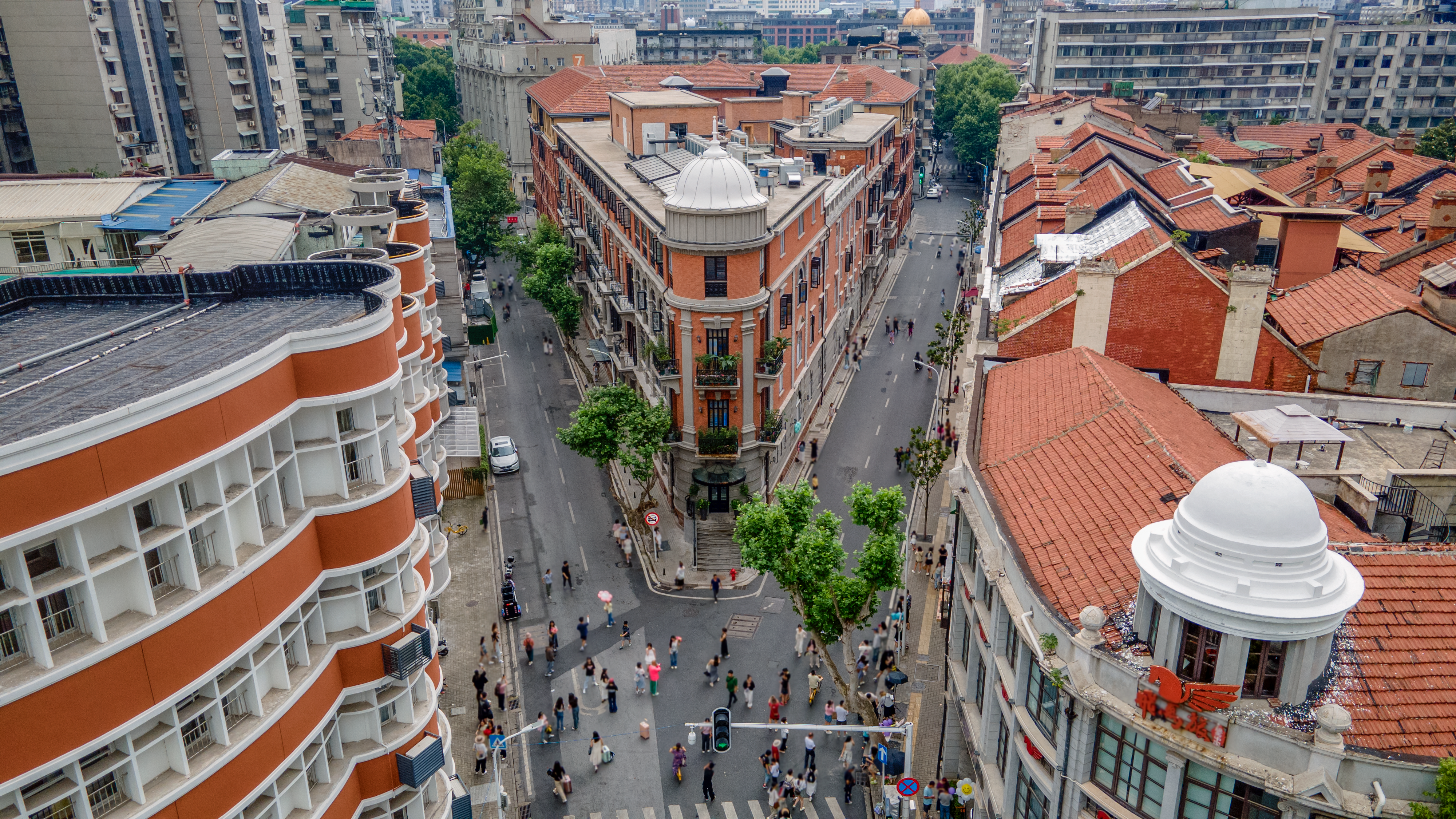
修缮后的巴公房子，摄于2024年

- 巴公房子：1901年，俄国茶商巴诺夫与齐勒·巴诺夫兄弟购入两仪街与三教街（今鄱阳街）交汇于黎黄陂路到列尔宾街间三角区域的土地，1910年建成一座有220个房间、9个出入口，总面积将近5000平方米的三层红色混合结构公寓大楼，成为当年汉口规模最大的高级公寓楼。1912年，巴诺夫将其出售给广东银行[21][22][23]。
- 珞珈山街住宅區：俄国茶商巴诺夫于20世纪初将三教街（今鄱阳街）的一大块地皮转给英国人，1919年至1927年间由英商怡和洋行投资建成高级住宅区，属于典型的欧洲联排体住宅。由于专供怡和洋行的高级职员居住，也称怡和房子[24]。俄租界移交2年后的1927年中共曾于苏联援华农业顾问洛卓莫夫在此的住处秘密召开“八七会议”[25]。

### 娱乐业
- 俄国波罗馆：1895年后建于今鄱阳街兰陵路口东南角，为俱乐部性质的场所，允许别国侨民入内，但拒绝华人进入[26]。
- 邦可西餐厅：1906年时为浙江罗姓商人经营的餐厅，1910年所属的地皮被俄国人出售给英商怡和洋行，所在的街面楼房至1927年建成[27]。俄租界被交还、汉口特二区成立后的1930年，两个俄国人邦可和扬格诺夫将其买下并命名为邦可面包房，主营俄式西餐、西点[28]。

## 文化

### 学校
- 圣罗以女子中学：1910年由美国圣公会兴办，为纪念美国女传教士罗以（英語：Lois），学校定名圣罗以（英語：Saint Lois）师范学堂。1917年改为圣罗以中学，1927年停办。现为武汉市第二十中学[10]:295。
- 华俄商业中学堂：1908年由俄国驻北京公使指派参赞卜郎特到汉口与驻俄领事波波夫商讨建校。由俄国商人拨款，招收学生走读，不收学费。该校属于近代职业学校，直接由俄国驻汉领事馆主持。除中、英文课程之外，其余课程均用俄语授课[10]:295，为俄商在汉口设立茶厂、开办茶行、收购茶叶、加工和运输等贸易业务培养俄语翻译人员[29]。

### 医院
- 万国医院（英語：International Hospital）：1921年由英、法、德、俄、美等国联合在俄租界阿列克谢耶夫街（今黎黄陂路）开办。医院由英、法、德、俄4国各选出2名代表共8人组成的董事会负责行政管理，所有常年经费由各工部局平均分担，具体医疗业务则由汉口天主教会管理。当时，外国医院间有英美派和德日派之争。英美教会医院拒绝德日医生坐诊，日本医院则拒绝英美医生坐诊，唯独万国医院同时聘用各国籍的医生[10]:206，307，500。

### 宗教
- 汉口信义公所：1923年建于鄂哈街信义大楼内（今洞庭街77号），由美国豫鄂差会、豫中差会、美国与瑞典联合循道会、挪威湘中信义会、芬兰湘西信义会等六个教会单位集资建造。大楼共6层，一层为营业间、公事房、餐厅、客厅，2～5层为套间，6层为单人公寓。该公所主要为信义宗传教士或差会提供服务，包括但不限于代理购置产业、贸易、订购书籍、交易、银行事务。宋美龄、黄仁霖路过武汉时，曾于此居住[10]:206，389[30]。
- 汉口美国海军青年会：1914年，美国海军青年会出资在今黎黄陂路10号建设基督教青年會的活动场所，1915年建成。美国海军青年会和武汉基督教青年会于此一起开展戏剧、舞蹈、演讲、阅读、体育竞技等文体娱乐活动，后续也开展各类公益活动[31][32]。

## 人物
- 李维诺夫：又译为李特洛维夫、季维诺夫，居留汉口58年（1861—1919），顺丰茶厂厂主。1861年到汉口经营茶叶贸易，1863年在汉口英租界附近的江滩边（今黎黄陂路与沿江大道的交界处）创立武汉第一家近代工业企业顺丰砖茶厂。李维诺夫雇佣工人达800余人，构成了武汉第一支产业工人队伍，1871年又开辟汉口长江边上第一个工厂专用码头“顺丰茶栈码头”，扩大茶叶贸易，促进了汉口茶市的兴盛。李维诺夫因此获得丰厚利润，成为汉口租界内最富有的外国侨民之一。1902年，李维诺夫在俄租界内的俄哈路中段（今洞庭街60号）建立起一幢私人俄式别墅，今为李凡诺夫公馆旧址。1917年俄国十月革命后汉口俄国茶商迅速衰落，1919年顺丰砖茶厂停止运营[33]。1920年，李凡诺夫病逝并葬于汉口俄人公墓，小李维诺夫携妻女离开汉口前往美国定居[34]。
- 巴诺夫：俄国贵族，人称“巴公”，居留汉口52年（1869—1921），是汉口开埠后俄国在汉口最大的茶商，一度为汉口俄商首富。1869年到汉口后被俄商新泰洋行聘为大班，1896年被推选为新开辟的俄租界之市政会议（董事会）常务董事，1902年前还曾任俄国驻汉口领事。1874年与其他商人联合开办阜昌砖茶厂并任厂主。1917年，随着十月革命的爆发，原先在汉口砖茶产销贸易中占主导地位的俄国茶商迅速衰落。1919年阜昌砖茶厂停止运营，1921年巴诺夫离开汉口返回俄国[21]。
- 詹天佑：“中国铁路之父”，居留汉口7年（1912—1919），1912年起任汉粤川铁路会办兼总工程师并定居俄租界鄂哈街9号，至1919年4月病逝[35]。其旧居现为詹天佑故居[36]。